# Carl Jantke
Carl Jantke (* 21. September 1909 in Elbing; † 19. Juli 1989 in Hamburg) war ein deutscher Soziologe und Sozialhistoriker. Er lehrte zuletzt als Professor an der Universität Hamburg.

## Leben

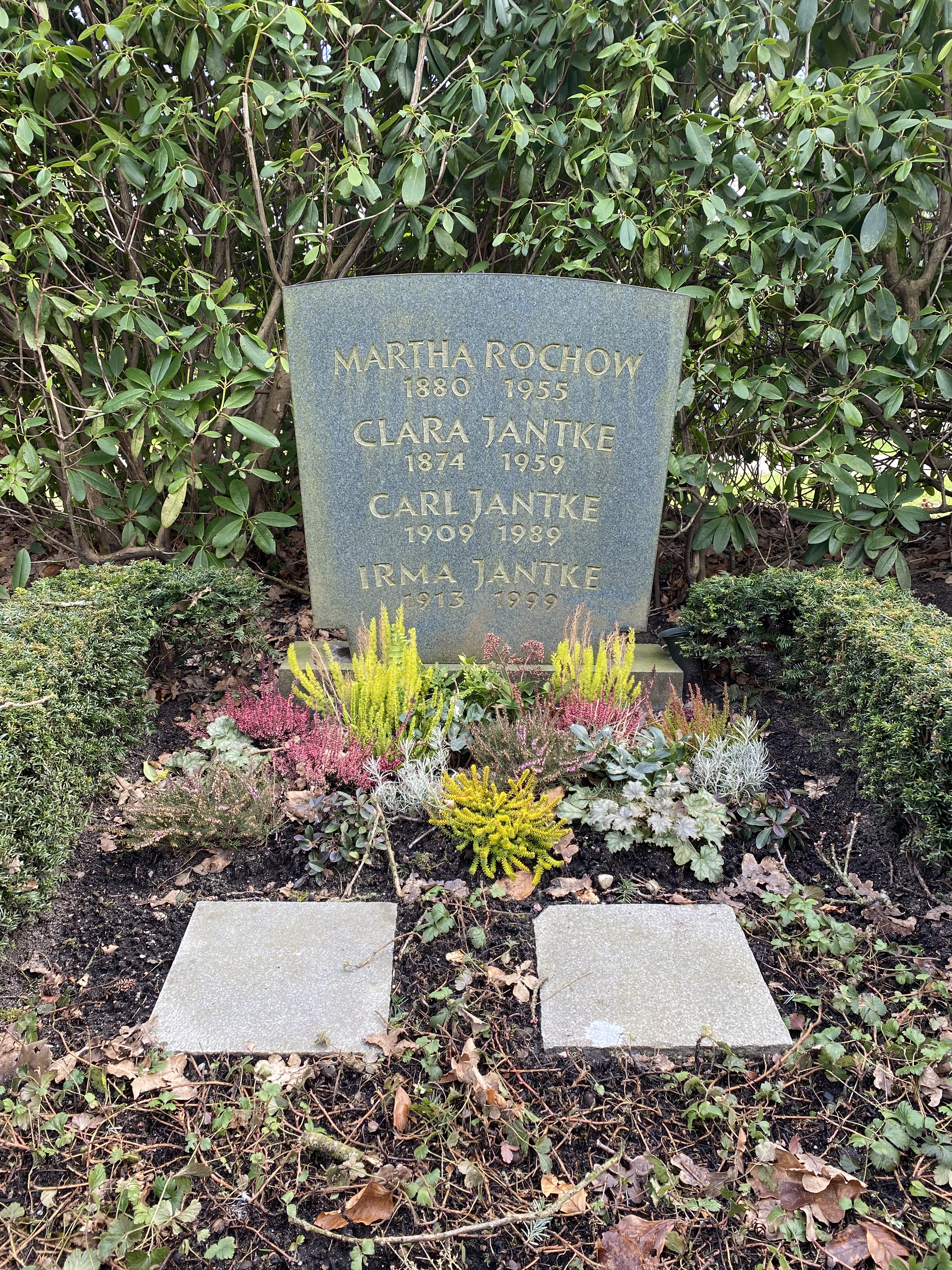
Grabstätte auf dem Friedhof Ohlsdorf im Planquadrat H 12

Jantke war Sohn eines Direktors der Schichau-Werft in Elbing, er studierte Wirtschafts- und Staatswissenschaften und trat zum 1. April 1931 der NSDAP bei (Mitgliedsnummer 522.274). 1934 wurde er bei Arnold Bergstraesser an der Universität Heidelberg mit einer Arbeit über den grundbesitzenden Adel in den östlichen Teilen Preußens promoviert. Danach wurde er Assistent Bergstraessers, bis dieser von den Nationalsozialisten seines Lehrstuhls enthoben wurde. Jantke wechselte 1935 an das Staatswissenschaftliche Seminar der Universität Königsberg, wo er als Assistent von Hans-Bernhard von Grünberg arbeitete und sich 1939 habilitierte. Der Titel seiner Habilitationsschrift lautete „Preußen, Friedrich der Große und Goethe in der Geschichte des deutschen Staatsgedankens“.
1941/42 war Jantke als Gefreiter an der Ostfront. Nach einer Verwundung verbrachte er ein Jahr im Lazarett und wurde aus dem Kriegsdienst entlassen. 1943 nahm er seine Lehrtätigkeit an der Universität Königsberg, der Ostpreußischen Verwaltungsakademie und der Handelshochschule Königsberg wieder auf. In der Endphase des Krieges war Jantke Leiter der Dozentenschaft und Dozentenbundführer an der Universität Königsberg.
Nach dem Zweiten Weltkrieg wurde er erst am Soziographischen Institut Ludwig Neundörfers tätig und wechselte 1949 zur Sozialforschungsstelle an der Universität Münster in Dortmund. Jantke wurde dort Abteilungsleiter für „Wirtschafts- und Sozialgeschichte, Raumforschung“. 1953 wurde er als Professor für Soziologie Nachfolger von Helmut Schelsky an der Akademie für Gemeinwirtschaft in Hamburg und wirkte an der Erarbeitung des Soziologie-Lehrbuchs von Schelsky und Arnold Gehlen mit. 1957 übernahm er den neu errichteten Lehrstuhl für „Wirtschafts- und Sozialgeschichte unter Einschluß der Soziologie“ am Seminar für Sozialwissenschaften der Universität Hamburg. 1974 wurde er emeritiert.
Carl Jantke verstarb 79-jährig und wurde auf dem Friedhof Ohlsdorf nördlich von Kapelle 4 beigesetzt.

## Schriften (Auswahl)
- Der staatliche Sinn der Bodenständigkeit des preußischen Adels in der Epoche der preußischen Großmachtentfaltung, Bruchsal in Baden, 1935 (auch Dissertationsschrift).
- Preußen, Friedrich der Große und Goethe in der Geschichte des deutschen Staatsgedanken. Eine staatswissenschaftlich-historische Studie, Niedermeyer, Halle 1941 (auch Habilitationsschrift).
- Bergmann und Zeche. Die sozialen Arbeitsverhältnisse einer Schachtanlage des nördlichen Ruhrgebiets in der Sicht der Bergleute, Mohr (Siebeck), Tübingen 1953.
- Der vierte Stand. Die gestaltenden Kräfte der deutschen Arbeiterbewegung im 19. Jahrhundert, Herder, Freiburg 1955.
- Die Eigentumslosen. Der deutsche Pauperismus und die Emanzipationskrise in Darstellungen und Deutungen der zeitgenössischen Literatur, Alber, Freiburg i. B.; München 1965 (herausgegeben und bearbeitet mit Dietrich Hilger).